# Ута (приток Кии)
Ута — река в Кемеровской области России, левый приток Кии. Впадает в Кию справа в 248 км от устья. Длина реки составляет 39 км. 

## Притоки
- 16 км: Еловик (лв)

## Данные водного реестра
По данным государственного водного реестра России относится к Верхнеобскому бассейновому округу, водохозяйственный участок реки — Чулым от города Ачинск до водомерного поста села Зырянское, речной подбассейн реки — Чулым. Речной бассейн реки — (Верхняя) Обь до впадения Иртыша.
Код водного объекта — 13010400212115200018859.